# لوران بزو
لوران بزو (فرانسوی: Laurent Bezault‎؛ زادهٔ ۸ مارس ۱۹۶۶) دوچرخه‌سوار اهل فرانسه است.